# Битва під Кульмом
Битва під Кульмом — розгром російсько-пруссько-австрійськими військами французького корпусу генерала Вандама під Кульмом у Богемії (нині Чехія) 29—30 серпня 1813 року.
Битва тривала два дні. Першого дня, 29 серпня, російська гвардія під командуванням графа Остермана-Толстого стримала ціною величезних втрат натиск сил французького корпусу Вандама, що мав потрійну перевагу. Наступного дня, 30 серпня, французький корпус сам опинився в оточенні союзних військ і був змушений здатись.

## Передісторія
Після знищення французької армії у франко-російській війні 1812 року проти Наполеона утворилась 6-а коаліція союзників в особі Росії, Пруссії, Австрії, Швеції та інших держав. Війська цих країн наступали на Наполеона трьома великими арміями (Богемська на півдні, Сілезька на сході, Північна на півночі), найбільшою з яких була Богемська армія (понад 230 тис., 670 гармат) під командуванням австрійського фельдмаршала Шварценберга. До її складу входила і російсько-прусська армія (120 тис., 400 гармат) під командою Барклая-де-Толлі, але там же, дублюючи Барклая і Шварценберга, командував і цар Олександр I.
27 серпня 1813 року Наполеон завдав поразки Богемській армії під Дрезденом в Саксонії, особливо важких втрат зазнали австрійці. Розлагоджені сили союзників, втративши до 25 тис. солдат і 40 гармат, відступали трьома колонами від Дрездена на південь через долини Рудних гір у бік Богемії (нині Чехія). Метою Шварценберга було прикрити напрямок на Відень. Австрійці рухались дорогою через Фрайберг (західна дорога), друга колонна союзників йшла найкоротшою дорогою через Діппольдісвальде й Альтенберг (центральна дорога). Третя колона російських військ мала відступати східним шляхом через Пірну (уздовж Ельби), однак на неї вже вийшли частини французів, які переправились на південь від Пірни в районі Кенігштайна. Тому Барклай вирішив іти на Тепліц через Діппольдісвальде й Альтенберг. В ар'єргарді колони російської армії, яка рухалась дорогою через Рудні гори на Тепліц, відходив корпус Вітгенштейна.
Щоб перерізати шлях відступу союзникам через гірські долини, Наполеон ще 27 серпня відрядив обхідним маневром зліва на місто Тепліц (Богемія) 1-й армійський корпус генерала Вандама, підтримати якого мали корпуси маршалів Сен-Сіра й Мармона. На шляху корпусу Вандама (32—35 тис.) поблизу містечка Кульм, що за 40 км на південь від Дрездена, опинився 10-тисячний загін під командуванням графа Остерман-Толстого.
За умови успішного виконання Вандамом поставленого завдання для союзників склалась би вкрай небезпечна й навіть критична як у воєнному, так і в політичному сенсах ситуація. У воєнному — тому, що у разі виходу корпусу Вандама до Тепліца він міг би перекрити вузький шлях через Рудні гори, і тоді Богемській армії (де перебували російський імператор і король Пруссії), загрожувало оточення й повний розгром. А у політичному сенсі після поразки під Дрезденом Австрія готова була вийти з коаліції, і Меттерніх збирався вже відрядити своїх уповноважених для перемовин з французами; у разі ще однієї крупної поразки 6-а антифранцузька коаліція могла розвалитись.

## Перебіг битви

### 29 серпня

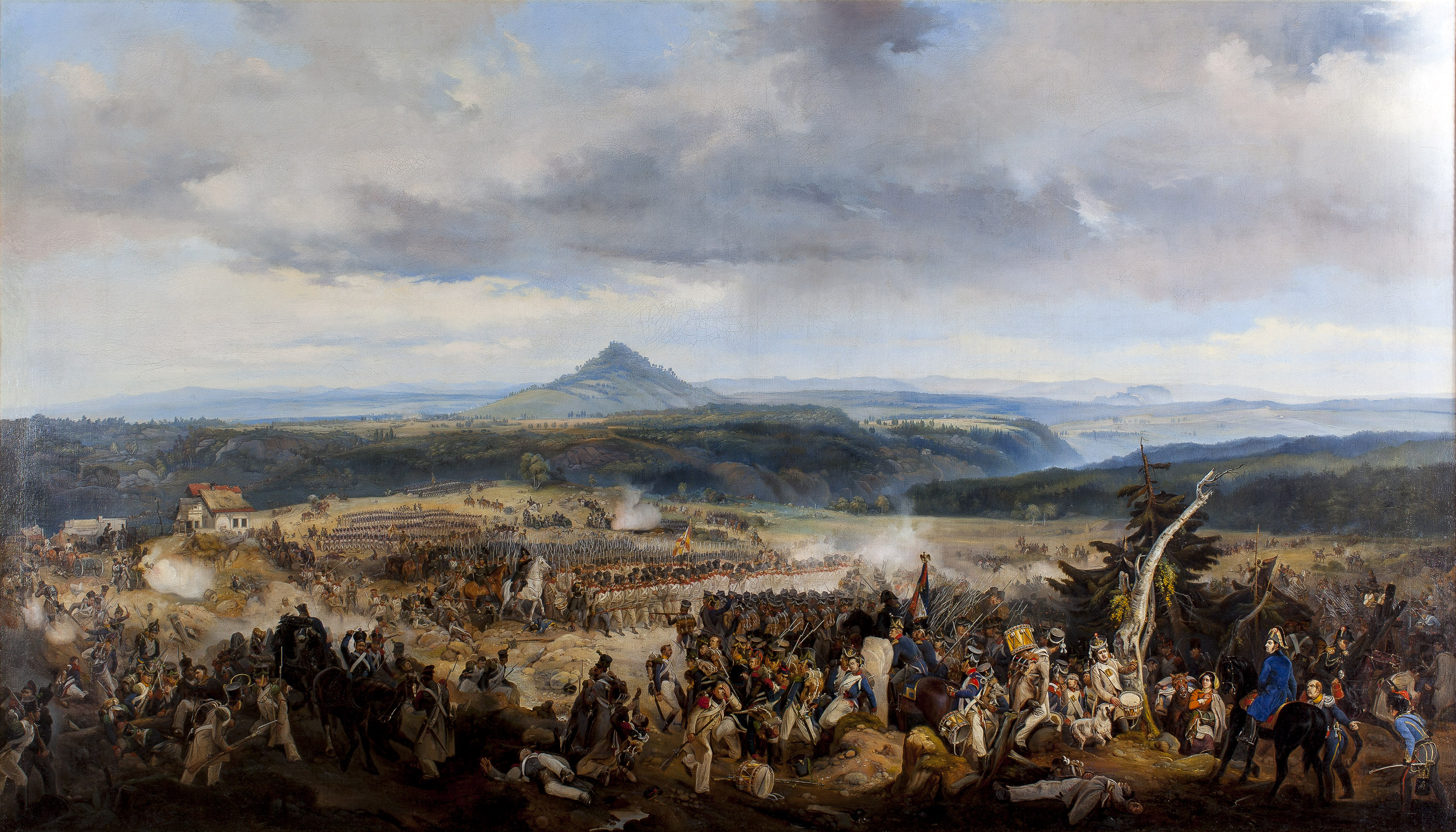
Битва при Гіссгюбеле 28 серпня 1813 року (за день до битви під Кульмом). Загін Остермана пробивається до Тепліца. Фрагмент картини Б. Віллевальде

Зведений загін Остермана-Толстого складався з 1-ї гвардійської дивізії (полки Преображенський, Семенівський, Ізмайловський, Лейб-Гвардії єгерський) та кількох полків 2-го армійського корпусу (командир Євгеній Вюртемберзький). Під час битви під Дрезденом 1-а гвардійська дивізія (командир: генерал-майор Розен) стояла в резерві, прикриваючи разом із 2-м корпусом правий фланг союзників з боку Ельби.
Напередодні битви, 28 серпня, загін вступив до дрібних, але кривавих боїв з передовими частинами Вандама, очищаючи собі шлях для відступу на Тепліц.
Зі світанком 29 серпня частини Остермана, які налічували до 10 тисяч солдат в строю, відійшли після ар'єргардної сутички від Кульма у бік Тепліца, й закріпились поблизу поселення Прістен, розтягнувшись у 2 лінії й перекривши дорогу на виході з ущелини. Перша атака авангарду Вандама була відбита, його війська не могли швидко розгорнутись, будучи затиснутими в ущелині.
З 12 дня Вандам здійснив запеклий штурм російських позицій. До 2 дня до росіян підійшла 1-а кірасирська дивізія (гвардійська кавалерія, командир генерал-майор Депрерадович). 2 кірасирських полки (Кавалергардський та Кінний) прикрили позицію на правому фланзі, де сторони розділяв яр, лейб-гвардії уланський і драгунський полки встали на лівому фланзі. Битва розгорнулась на гірських схилах уздовж дороги Кульм-Тепліц. Сам генерал Остерман-Толстой зазнав поранення, його перебита ядром ліва рука висіла на суглобі. Як передавали ад'ютанти графа, він обрав молодого лікаря й наказав: «Твоя фізіономія мені подобається, відрізай мені руку». Під час операції він наказав солдатам співати російську пісню. Замість Остермана командування прийняв генерал Єрмолов.
Ближче до 5 години дня Вандам атакував лівий фланг росіян двома колонами. Французькі колони прорвали позиції росіян, заволоділи поселенням Прістен дорогою, захопили російську батарею, але наразились на багнетну контратаку батальйону Семенівського полку. Семенівці відбили гармати, і в цей момент два гвардійських кавалерійських полки, яких вів Дібич, без наказу Єрмолова кинулись в атаку.
Французи відступили й більше не здійснювали атак. На правому фланзі, де яр заважав маневрам, справа обмежувалась перестрілкою.
До вечора 29 серпня в Тепліц, ціль Вандама, увійшли російські війська основної армії Барклая-де-Толлі, які відступали з-під Дрездена, де перебували також цар Олександр I і прусський король Фрідріх-Вільгельм III.
До ночі на посилення російського загону підійшли 2-а кірасирська дивізія й частини 3-го піхотного корпусу, змінивши виснажену боєм 1-у гвардійську дивізію. Командування військами під Кульмом прийняв генерал Милорадович.
За підрахунками військового історика Богдановича під началом Остермана-Толстого в ході бою було 14-16 тисяч солдат, у Вандама — до 35 тисяч.

### 30 серпня
Тим часом прусський корпус генерала Клейста (бл. 35 тис.). що прямував за загоном Остермана, пройшов тією самою долиною в горах, що й Вандам раніше, опинившись несподівано для себе й противника в тилу у французів. Вандам навіть сприйняв спочатку пруссаків за корпус маршала Сен-Сіра, що з якихось причин забарився. Корпус Вандама, першим увірвавшись до Богемії без підтримки інших французьких корпусів, несподівано опинився в оточенні союзних військ, що відступали, але поки не підозрював про це.
Командування битвою прийняв командувач пруссько-російською армією Барклай-де-Толлі. Цар Олександр I зранку спостерігав за битвою з високої гори поблизу Тепліца.
Вранці 30 серпня правий фланг Вандама був атакований 3-м корпусом росіян. Одночасно його лівий фланг обійшли австрійські дивізії. В центрі проти французів було зосереджено до 100 гармат. За підтримки артвогню австрійська дивізія Коллоредо продовувала глибокий обхідний рух лівого флангу французів. Вандам, у свою чергу, безуспішно атакував лівий фланг союзників. До опівдня в тилу Вандама з'явився прусський корпус генерала Клейста. Французький командувач вирішив пробиватись назад із боєм, кинувши всю свою артилерію. Дорогою в гору в колоні по чотири понеслась французька кавалерійська бригада Корбіно. Прусська батарея, яка йшла у похідному строю, була взята, прислуга частково порубана, частково втекла. Потім Корбіно налетів на піхоту, зім'яв її та пробився. Решті французів це не вдалось.
Помітивши відхід противника, союзники перейшли у загальний наступ. Російська кавалерія захопила Прістен, відрізавши частину французької піхоти. Після безнадійної битви до 12 тисяч французів на чолі з Вандамом організовано здались у полон, вся їхня артилерія (80 гармат) стала трофеєм союзників. За відомостями з французької сторони, що значно зменшують втрати, у полон здалось до 8 тисяч солдат. Решта 15-20 тисяч втекли до лісів і згодом частина з них приєдналась до своєї армії. Із цих деморалізованих роззброєних людей, в основному новобранців, Наполеону довелось формувати корпус заново, але фактично 1-й корпус більше не брав участі у кампанії.
Російські втрати оцінюються у 6 тисяч, із них 2800 у гвардії. Один тільки Семенівський полк втратив 900 чоловік убитими й пораненими з 1800 списочного складу, Ізмайловський полк втратив 551 чоловіка. За написом на 43-й стіні Храму Христа Спасителя у росіян вибуло понад 7 тисяч чоловік, в основному в перший день битви.

## Взяття у полон Вандама
Щодо обставин взяття у полон командувача корпусом Вандама джерела повідомляють різне. За словами очевидця Михайловського-Данилевського полонений генерал під'їхав до царя верхи. Коли Вандам зробив якийсь масонський знак, Олександр I пообіцяв тому полегшити його долю. Вандам провів у полоні в Росії менше за рік і був звільнений 1814 року.

## Після битви

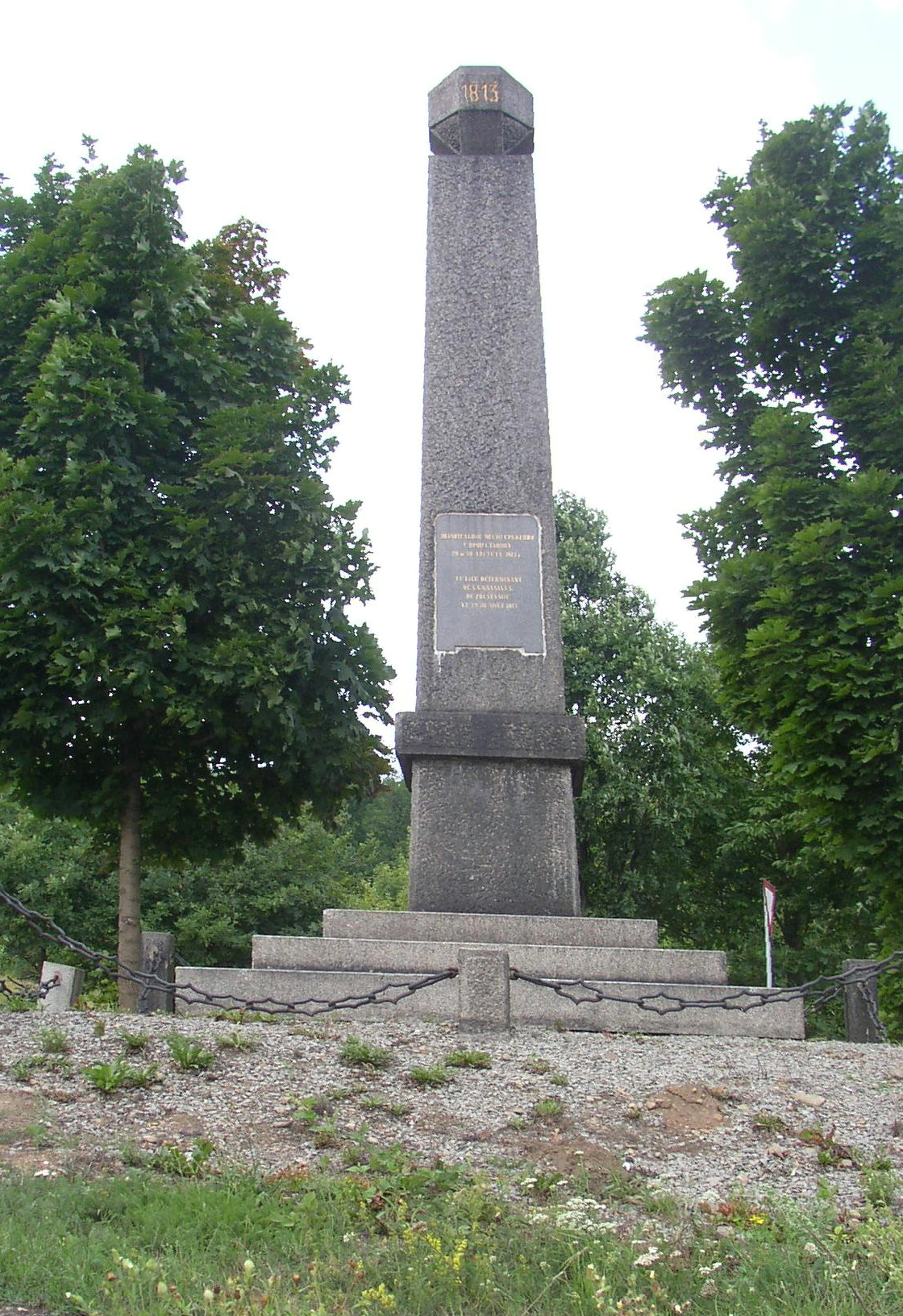
Сучасний монумент на місці битви під Кульмом

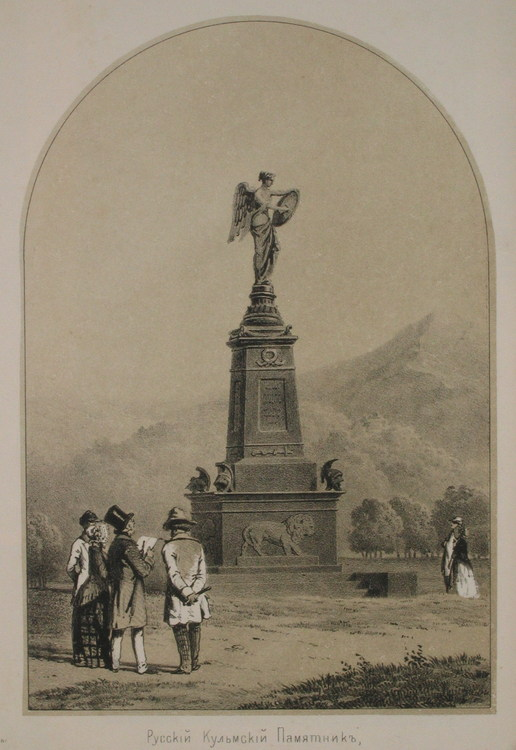
Пам'ятник під Кульмом загиблим воїнам

Багато сучасників вважали битву під Кульмом поворотом в кампанії 1813 року. Одночасно під Кацбахом зазнав ще серйознішої поразки від Блюхера інший французький полководець, маршал Макдональд. Перемоги союзників не дозволили Наполеону розвинути успіх Дрезденської битви та зберегли готову розпастись коаліцію з Австрією. Немає повної ясності в причинах того, чому корпуси Сен-Сіра й Мармона не підтримали Вандама. Є відомості, що ці маршали отримали відповідні накази від Наполеона, який залишався через хворобу в Дрездені, надто пізно, коли завдяки спротиву російської гвардії корпус Вандама вже потрапив у пастку.
Богемія (Чехія) була врятована від вторгнення французьких військ та розгортання на її території бойових дій. Чеські жінки піднесли герою битви, графу Остерману-Толстому, розкішний срібний кубок на знак подяки за порятунок Богемії від тягаря війни. Цар нагородив його орденом Святого Георгія 2-го ступеня, а прусський король Фрідріх-Вільгельм — Великим Залізним хрестом. Генерал Єрмолов заслужив за битву орден Святого Олександра Невського, а від прусського короля — хрест Червоного орла I ступеня. Командувач російсько-прусською армією Барклай-де-Толлі отримав орден Святого Георгія 1-го ступеня.
Нижчим чинам гвардійської кінноти командувач Барклай дав по три солдатських Георгіївських хрести на ескадрон для нагородження тих, «хто за вибором братів буде обраний гідними до отримання». Цар надав по 2 карбованці солдатам.
Російські гвардійці, які стійко витримали натиск французів 29 серпня, були колективно нагороджені спеціальною нагородою прусського короля — Кульмським хрестом, або як його називали, Відзнакою Залізного хреста. Солдати з простих піхотних полків, що бились 29 серпня разом із гвардією, хреста не отримали. Від Залізного хреста, прусського ордена, Кульмський хрест відрізнявся тільки тим, що на ньому не було дати й вензеля Фрідріха-Вільгельма. До нагородження цим хрестом було подано 12066 чоловік, але нагороду змогли отримати тільки 7131 вцілілих (до 1816 року) воїнів.
В Австрії було споруджено монумент на честь перемоги під Кульмом й викарбувано пам'ятну медаль з написом латиною на лицьовому боці: «Мужності Російської Гвардії під Кульмом»
В Тепліці Богемська армія простояла півтора місяця до підходу з Польщі свіжої російської армії під командуванням Беннігсена. У жовтні союзники рушили назад у Саксонію.